# Выход на пенсию
Выход на пенсию (англ. Retirement) — это уход с занимаемой должности и прекращение активной трудовой жизни. Человек может также выйти на пенсию, сократив рабочее время.
Выход на пенсию сопровождается изменением структуры дохода: большая часть его дохода будет поступать от ежегодной ренты, чаще всего пожизненной, от богатства, накопленного в течение трудовой жизни, от социальной помощи, предоставляемой пожилым людям, и т. д. В большинстве стран действуют системы финансирования, основанные на смешанных в разных пропорциях источниках: социальной помощи; солидарности между поколениями; сбережениях.
Все большее число людей предпочитают отложить этот момент полного выхода на пенсию, решив существовать в возникающем состоянии предварительной подготовки.
Многие люди предпочитают выходить на пенсию, когда они имеют право на получение частных или государственных пенсионных пособий, хотя некоторые вынуждены выходить на пенсию, когда физические условия больше не позволяют человеку работать (из-за болезни или несчастного случая) или в результате законодательства, касающегося их положения. В большинстве стран идея выхода на пенсию имеет недавнее происхождение и была введена в конце 19 и начале 20 веков. Ранее низкая продолжительность жизни и отсутствие пенсионного обеспечения означали, что большинство работников продолжали работать до самой смерти. Германия была первой страной, которая ввела пенсионное обеспечение в 1889 году.
В настоящее время в большинстве развитых стран существуют системы пенсионного обеспечения по старости, финансируемые работодателями или государством. Во многих более бедных странах пожилым людям не оказывается никакой поддержки, кроме той, которая оказывается семьей. Сегодня выход на пенсию с пенсией считается правом работника во многих обществах; ранее же по этому поводу велись жесткие дискуссии: является ли это правом. Во многих западных странах это право закреплено в национальных конституциях.

## История
До XVIII века
До XVIII века средняя продолжительность жизни людей составляла от 26 до 40 лет и из-за этого лишь небольшой процент населения достигал возраста, когда физическая немощь становилась непреодолимым препятствием для работы. В Римской империи существовала практика предоставления пенсии тем, кто служил в армии.
XVIII век
Коттон Мазер, пуританский служитель и писатель 18-го века из Новой Англии, призывал пожилых людей быть мудрыми и уходить в отставку, поскольку они, старые люди, которые держались за свои мирские товары, угрожали социально-экономической структуре колониальной Америки. Не его воззвания успеха не возымели.
XIX век
В 1883 году канцлер Германии Отто фон Бисмарк борясь с марксистами, которые стремительно росли во власти и популярности, объявил, что каждый человек старше 65 лет уйдет на пенсию.
Император Германии Вильгельм I по просьбе Бисмарка в 1881 году представил предложение об уходе на пенсию в письме к Рейхстагу: «…инвалиды по возрасту и инвалидности имеют обоснованное право на государственную заботу». Бисмарк был назван «социалистом» за введение этих правительственных программ. Но на это Бисмарк ответил: «Назовите это социализмом или как вам угодно. Для меня это одно и то же». Немецкая программа социального обеспечения предоставляла накопительные пенсионные пособия и пособия по инвалидности. Участие в пенсионной системе было обязательным, и взносы брались у работника, работодателя и правительства.
В середине 1800-х годов некоторые муниципальные служащие США, в том числе пожарные, полицейские и учителя, начали получать государственные пенсии. В 1875 году компания American Express начала предлагать частные пенсии. К 1920-м годам различные отрасли американской промышленности, от железнодорожного транспорта до нефтяной и банковской, стали предлагать пенсии. В 1875 году компания American Express начала предлагать частные пенсии.
XX век
К 1935 году стало очевидно, что единственный способ заставить стариков перестать работать за плату — это заплатить им достаточно, чтобы они перестали работать. Калифорнийцы, Фрэнсис Таунсенд, инициировали популярное движение, предложив обязательный выход на пенсию в возрасте 60 лет. Взамен правительство выплачивало бы пенсию в размере до 200 долларов в месяц — сумму, эквивалентную в то время полной зарплате работника со средним уровнем дохода. Президент Франклин Д. Рузвельт предложил Закон о социальном обеспечении 1935 года, который заставил трудящихся платить за свое собственное страхование по старости.
XXI век
По данным Фонда психического здоровья, каждый пятый из нынешних пенсионеров испытывает депрессию. Те, кто живёт в одиночестве из-за тяжелой утраты или развода, подвергаются большему риску. Физические проблемы со здоровьем также могут сделать людей более уязвимыми к проблемам психического здоровья. Недавние исследования показали, что «выход на пенсию увеличивает вероятность страданий от клинической депрессии примерно на 40 процентов, а вероятность того, что хотя бы у одного из них будет диагностировано физическое заболевание, — на 60 процентов». С другой стороны, многие работники сократили число своих рабочих мест примерно на 55 или 60 лет или даже поменяли профессию, но все равно работают ещё 15-20 лет.

## Ранний выход на пенсию
Выход на пенсию обычно считается «ранним», если он происходит до достижения возраста (или срока пребывания в должности), необходимого для получения поддержки и средств из государственных или предоставляемых работодателем источников. Ранние пенсионеры, как правило, полагаются на собственные сбережения и инвестиции для того, чтобы быть самостоятельными, либо на неопределенный срок, либо до тех пор, пока они не начнут получать внешнюю поддержку. Досрочный выход на пенсию может также использоваться в качестве эвфемистического термина для прекращения трудовых отношений до достижения типичного пенсионного возраста.

## Жизнь после выхода на пенсию
Выход на пенсию часто совпадает с важными изменениями в жизни. У пенсионера происходит переоценка собственной идентичности. Вышедший на пенсию работник может переехать в другое место, тем самым сокращая контакты с прежним социальным окружением. Часто пенсионеры становятся волонтёрами в благотворительных и других общественных организациях. Туризм является распространенным маркером выхода на пенсию и для некоторых пенсионеров становится образом жизни: часть таких людей предпочитают переезжать в страны с более теплым климатом. Однако есть также и причины, по которым некоторые люди предпочитают никогда не выходить на пенсию или возвращаться на работу после выхода на пенсию: их может удерживать заработная плата или высокий социальный статус, потребность в применении своей физической и ментальной энергии или желание социализироваться.

## Наборы данных
Важно понимание взаимосвязей между выходом на пенсию и такими факторами, как здоровье, богатство, характеристики занятости и динамика семьи. Наиболее известным исследованием, посвященным изучению пенсионного поведения в США, является лонгитюдное исследование здоровья и пенсионного обеспечения (HRS), первое поле которого было проведено в 1992 году. HRS — это национальный репрезентативный продольный опрос взрослого населения США в возрасте 51 года и старше, проводимый каждые два года. Исследование содержит большой объём информации по различным аспектам деятельности и состояний людей.
В 2002 и 2004 годах были введены английское продольное исследование старения (ELSA) и исследование здоровья, старения и выхода на пенсию в Европе (SHARE), в котором приняли участие респонденты из 14 континентальных стран Европы плюс Израиль. Эти исследования были тщательно смоделированы после проведения HRS в рамках организации выборки, структуры и содержания исследования. Ряд других стран (например, Япония, Южная Корея) также в настоящее время проводят полевые HRS-подобные исследования, а другие страны (например, Китай, Индия) в настоящее время проводят пилотные исследования на местах. Эти наборы данных расширили возможности исследователей по изучению вопросов пенсионного поведения, добавив межнациональную перспективу.
| Исследования                                              | Начало наблюдений | Пенс. возраст | Окончание наблюдений | Размер выборки, домохозяйств | Размер выборки физ лиц |
| Health and Retirement Study (HRS)                         | 1992              | 51+           | 2006                 | 12,288                       | 18,469                 |
| Mexican Health and Aging Study (MHAS)                     | 2001              | 50+           | 2003                 | 8,614                        | 13,497                 |
| English Longitudinal Study of Ageing (ELSA)               | 2002              | 50+           | 2006                 | 6,484                        | 9,718                  |
| Survey of Health, Ageing and Retirement in Europe (SHARE) | 2004              | 50+           | 2006                 | 22,255                       | 32,442                 |
| Korean Longitudinal Study of Aging (KLoSA)                | 2006              | 45+           | 2006                 | 6,171                        | 10,254                 |
| Japanese Health and Retirement Study (JHRS)               | 2007              | 45-75         | 2007                 |                              | ~10,000                |
| WHO Study on Global Ageing and Adult Health (SAGE)        | 2007              | 50+/18-49     | 2007                 | ~5,000/1,000                 | —                      |
| Chinese Health and Retirement Study (CHARLS)              | 2008              | 45+           | 2008                 | ~1,500                       | ~2,700                 |
| Longitudinal Aging Study in India (LASI)                  | pilot 2009        | 45+           | 2009                 | —                            | ~2,000                 |